# Дмитренко Олексій Якович
Олексій Якович Дмитренко (5 лютого 1930, Анисів — 23 жовтня 2012, там само) — знаний картопляр Української РСР, ланковий колгоспу «Всесвітній Жовтень» Чернігівського району Чернігівської області.
Герой Соціалістичної Праці (1966).

## Життєпис
Народився в селянській родині. Закінчив шість класів Анисівської школи-семирічки. У 1944 році розпочав трудову діяльність у місцевому колгоспі.
У 1950—1953 роках проходив дійсну строкову військову службу в лавах ЗС СРСР. Після демобілізації повернувся до рідного села, з 1954 року — тракторист.
У 1963 році очолив механізовану ланку з вирощування картоплі, одним з перших в Україні повністю механізував усі роботи з її вирощування. Запровадив гребеневий спосіб садіння і подальший механізований обробіток картопляних насаджень. У 1968 та 1971 роках очолювана О. Я. Дмитренком ланка отримала найвищі в Україні врожаї картоплі — по 365 центнерів з гектара. Також був зачинателем руху за передачу всіх орних земель механізованим ланкам.
У 1977 році призначений помічником бригадира машинно-тракторного парку колгоспу «Всесвітній Жовтень».
Член КПРС з 1965 року. Обирався делегатом ІІІ Всесоюзного з'їзду колгоспників (1969), депутатом Чернігівської обласної ради (1975—1979).

## Нагороди
Указом Президії Верховної Ради СРСР від 30 квітня 1966 року присвоєне звання Героя Соціалістичної Праці з врученням ордена Леніна і золотої медалі «Серп і Молот».
Нагороджений орденом Жовтневої Революції (1976), трьома золотими, двома срібними, двома бронзовими медалями ВДНГ.
Лауреат Державної премії Української РСР (26.04.1977).
Нагороджений Почесною грамотою Чернігівського обкому КПУ та облвиконкому (1982).